# Canadian Bacon
Canadian Bacon (conocida en Latinoamérica como Operación Canadá) es una película de 1995 escrita, producida y dirigida por Michael Moore. Fue protagonizada por John Candy, Alan Alda, Bill Nunn, Kevin J. O'Connor, Rhea Perlman, Kevin Pollak, G. D. Spradlin y Rip Torn.

## Sinopsis
El presidente de los Estados Unidos, que ocupa un lugar bajo en las encuestas de opinión, es convencido de aumentar su popularidad al tratar de iniciar una guerra fría contra Canadá.

## Reparto
- John Candy: Bud Boomer.
- Alan Alda: el presidente de los Estados Unidos.
- Rhea Perlman: Honey.
- Kevin Pollak: Stu Smiley.
- Rip Torn: Dick Panzer.
- Kevin J. O'Connor: Roy Boy.
- Bill Nunn: Kabral Jabar.
- G. D. Spradlin: R.J. Hacker
- Jim Belushi: Charles Jackal.
- Richard E. Council: Vladimir Kruschkin.
- Brad Sullivan: Gus.
- Stanley Anderson: Edwin S. Simon
- Wallace Shawn: Clark MacDonald.
- Ed Sahely: Mountie.